# Maison du Brésil (Maison de Mémoire)
La Maison du Brésil ou Maison de Mémoire est un bâtiment administratif de la famille afro-brésilienne de Souza. Il est situé dans la commune de Ouidah, département de l'Atlantique dans le Sud du Bénin.

## Histoire
Construite depuis 1930, la maison du Brésil est un bâtiment de la famille de Souza. L'infrastructure a servi de bâtiment administratif pendant des décennies. Elle a abrité l'ancien trésor public durant la colonisation.
Les travaux de réhabilitation de la maison du Brésil destinée à abriter l'antenne de l'Agence Nationale de promotion des patrimoines et de développement du tourisme (ANPT) et PCTT commence en 2016 avec le financement de la Banque mondiale sous le "projet de compétitivité et de tourisme transfrontalier",.
Cette réhabilitation est mise en œuvre par l'ANPT et l'Agence de développement de la cité internationale de l’innovation et du savoir (Seme City). Elle dure 6 ans, de mars 2016 au 31 décembre 2022.

## Géographie

### Localisation
La maison du Brésil est située dans le quartier Zomai, arrondissement de Ouidah I, commune de Ouidah dans le département de l'Atlantique dans le Sud du Bénin.

## Architecture
La structure du bâtiment date de 1930. Elle est construite suivant le style afro-brésilien avec un rez-de-chaussée surmonté d'un niveau.

## Exposition d'arts
En attendant, la fin de la rénovation du Musée d'histoire de Ouidah en cours depuis 2016, plusieurs œuvres ont été transférées et exposées dans la maison du Brésil.